# 薩摩揚
薩摩揚（日语：／ satsuma age），在台灣也稱“甜不辣”，是一種起源於日本鹿兒島縣的扁圓形油炸魚漿。
日本關西地方多以原指日式油炸物料理「天婦羅」來稱呼薩摩揚，而台灣民間也受其影響使用近似天婦羅的日語發音「甜不辣」來稱呼。但如今台灣的甜不辣名詞意義已經和日本的天婦羅定義不同，台灣甜不辣是指白色條狀的麵粉混製的魚漿條，而日本天婦羅一般是指蔬菜、魚肉裹上麵包粉和蛋液油炸沾柴魚醬汁的油炸食物。

## 方法
調理方式先以鯖魚、鯛魚、鱈魚等食用魚做成魚漿，之後在加入調味料的魚漿裡混合一些像是切碎後的青蔥、洋蔥、胡蘿蔔之類蔬菜或是其它海鮮類，然後弄成圓餅狀、或長條等其它模樣拿去油炸。

## 來源
一說是早年統治九州南方薩摩國的島津氏第二十八代當主島津齊彬為了發展當地漁村經濟，鼓勵地方人民將捕獲的魚加工成此種油炸食物販賣。另一說是江戶時代時期；中國福建省的一些油炸魚肉料理方法有流傳到琉球一帶，當時琉球人將魚肉混合澱粉之類的油炸物叫為，隨後此類食品傳到靠近琉球的鹿兒島後改以稱呼，並演變成現今的薩摩炸魚餅。

## 外部連結
- 日本農村開發企畫委員會的薩摩炸魚餅介紹